# Venera 5 e 6
Venera 5 e Venera 6 (russo: Венера-5 e Венера-6) erano due sonde spaziali gemelle, appartenenti al programma sovietico per l'esplorazione del pianeta Venere.
La prima fu lanciata il 5 gennaio 1969 alle 06.28 ora di Greenwich, e la seguente esattamente cinque giorni dopo, alla stessa ora. Il vettore di lancio era un Molniya, in partenza dal cosmodromo di Bajkonur. Entrambe le sonde avevano missione di effettuare studi diretti all'interno dell'atmosfera venusiana.
Le sonde pesavano 1130 kg ciascuna, ed erano molto simili a Venera 4 – il design era stato riprogettato con un aspetto più solido e resistente. Come Venera 4, erano composte di un modulo d'invio e di una capsula-laboratorio di 405 kg, con una quantità di strumentazioni scientifiche (termometri, barometri, misuratori di densità, analizzatori per gas) destinata a precipitare lentamente nell'atmosfera del pianeta con l'aiuto di una serie di paracadute.
I laboratori furono sganciati rispettivamente il 16 e il 17 maggio 1969, e per rispettivamente 53 e 51 minuti trasmisero dati precisi sull'atmosfera di Venere, fino a che la loro struttura non fu irrimediabilmente compromessa dall'azione combinata degli acidi gassosi, del calore e della pressione.
Entrambe atterrarono sul pianeta, ormai fuori uso: la prima 3° S, 18° E, la seconda a 5° S, 23° E.
Le sonde trasportavano entrambe anche un medaglione contenente lo stemma governativo dell'Unione Sovietica, e un bassorilievo di Lenin che finirono, assieme ai moduli trasportatori, in punti del lato notturno del pianeta.
Il grosso dei risultati ottenuti dalle sonde riguardò una serie di miglioramenti nella conoscenza della composizione chimica dell'atmosfera. Peraltro, sapendo che questa è estremamente densa, furono installati paracadute più piccoli, in modo da consentire una caduta più rapida e il raggiungimento dell'esatta altitudine di schiacciamento prima che le batterie si scaricassero: Venera 4, infatti, era scesa troppo lentamente ed era stata aggredita dagli acidi ben prima che fosse pronta una stratigrafia completa degli alti strati atmosferici.